# Madroño, Querétaro Arteaga
Madroño är en ort i Mexiko.   Den ligger i kommunen Jalpan de Serra och delstaten Querétaro Arteaga, i den centrala delen av landet, 190 km norr om huvudstaden Mexico City. Madroño ligger 1 415 meter över havet och antalet invånare är 319.
Terrängen runt Madroño är kuperad norrut, men söderut är den bergig. Runt Madroño är det ganska glesbefolkat, med 36 invånare per kvadratkilometer. Närmaste större samhälle är Jalpan, 9,8 km norr om Madroño. I omgivningarna runt Madroño växer huvudsakligen savannskog.